# Liriodendron

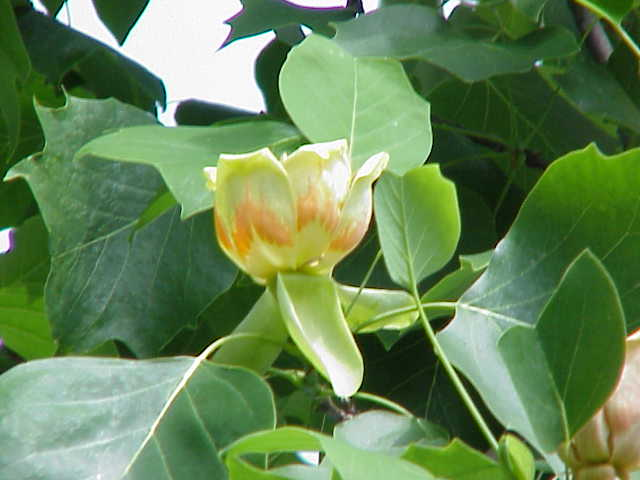
Flor de Liriodendron tulipifera.

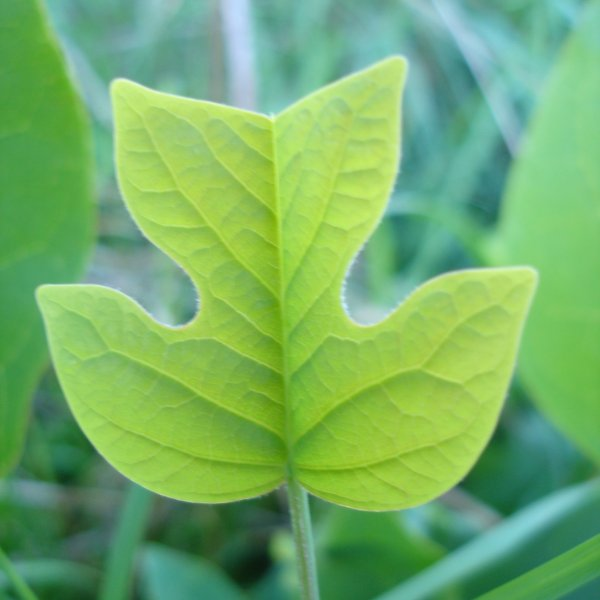
Folha de árvore jovem (Vichy, Auvergne, França).

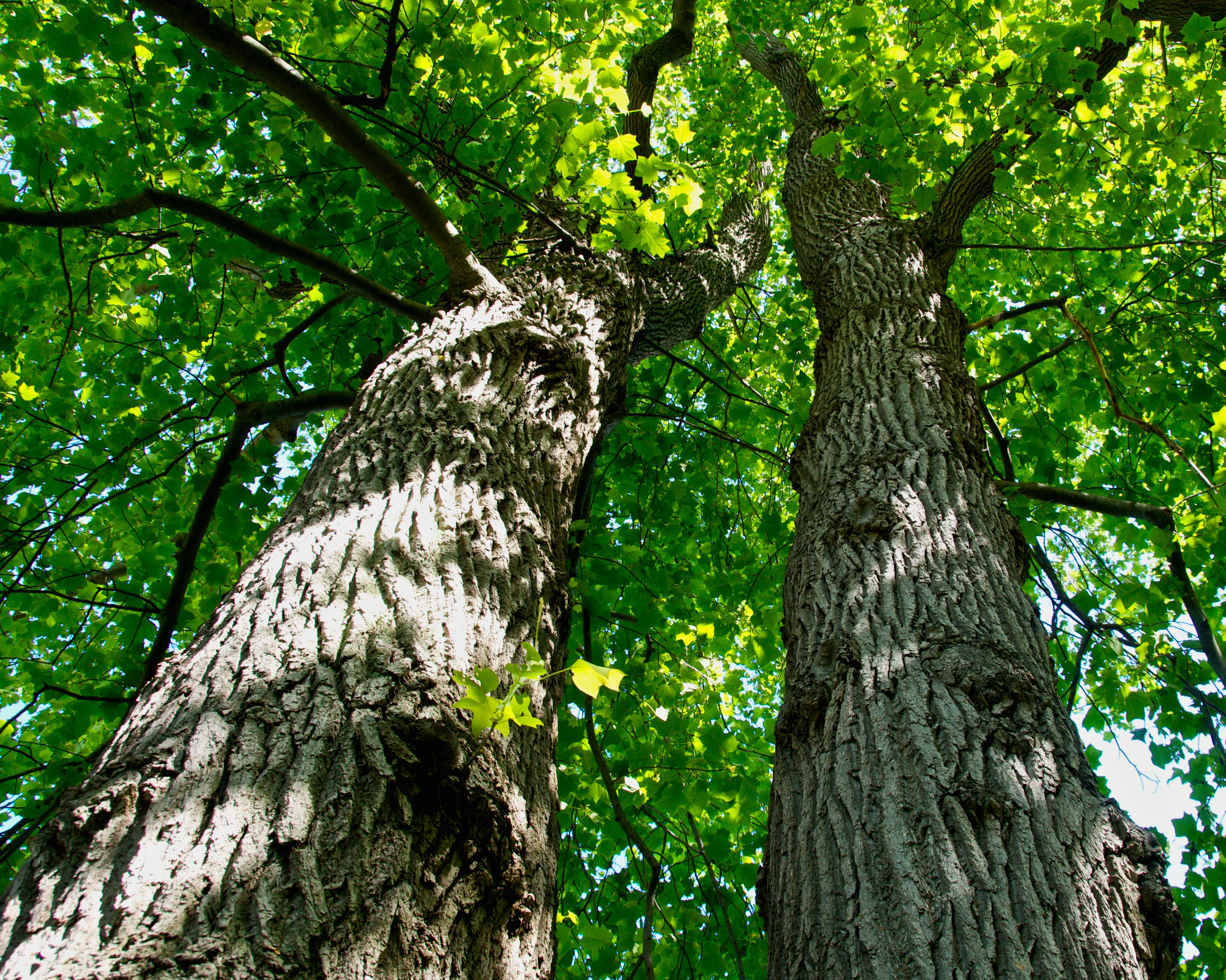
Liriodendron maduro no cemitério de Hingham, Massachusetts.

Liriodendron L. é um género de plantas com flor pertencente à família Magnoliaceae, que inclui duas espécies de grandes árvores de folha caduca, conhecidas pelo nome comum de tulipeiros. Uma das espécie é nativa do leste da América do Norte e a outra da China, sendo ambas frequentemente usadas como árvore ornamental nas regiões subtropicais e temperadas de todo o mundo.

## Descrição
Os membros do género Liriodendron são árvores que se reconhecem facilmente pelas suas folhas, muito características pela presença de quatro lóbulos, na maioria dos casos, com um corte cruzado, com apêndices em forma de entalhe ou de base direita. As folhas são grandes, com tamanho que varia de 8-17 cm de comprimento e 6-12 cm de largura em todas as espécies. O pecíolo tem 4-10 cm de comprimento. As folhas das árvores jovens tendem a ser mais profundamente lobuladas que as das árvores maduras. No outono as folhas adquirem uma coloração amaela ou amarelo-acastanhado.
As flores apresentam um diâmetro de 4-8 cm, com nove tépalas, três curtas exteriores, semelhantes a sépalas, e seis interiores semelhantes a pétalas, todas de coloração amarelo verdoso. Estas flores são superficialmente parecidas com a flor da tulipa, o que justifica o nome comum de tulipeiro dado a estas árvores.
Os estames e os pistilos estão distribuídos em espiral em torno do eixo central de flor. Os estames são salientes, projectando-se para o exterior, e os pistilos originam na maturidade as sâmaras.
O fruto são de forma semelhante a um cone de agregado de sâmaras, cada uma das quais contém uma semente rugosa tetraédrica, com um bordo unido ao eixo floral cónico e o outro bordo ligado à asa.

## Espécies e cultivares

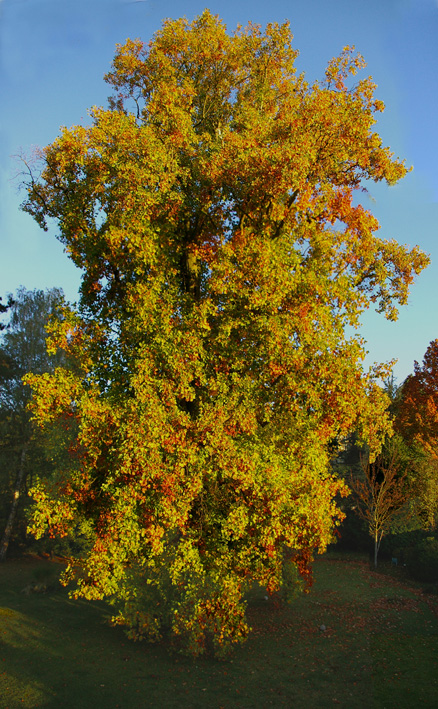
Árvore madura da espécie Liriodendron tulipifera no outono.

Na sua presente circunscrição taxonómica, o género inclui as seguintes espécies:
- Liriodendron chinense (Hemsl.) Sarg.
- Liriodendron tulipifera L.

A espécie Liriodendron tulipifera, o tulipeiro-da-virgínia ou árvore-das-tulipas, é a espécie mais conhecida. É nativa da costa leste da América do Norte, com distribuição natural desde o sul do Ontário e o Vermont até ao centro da Flórida e Louisiana. Em condições favoráveis é um megafanerófito que pode atingir portes de mais de 50 m de altura nos bosques virgens das montanhas dos Apalaches, normalmente sem ramificação até atingir os 25-30 m de altura, o que faz desta árvore uma apreciada fonte de madeira. É uma árvore de  desenvolvimento rápido, embora sem o problema comum nesse tipo de árvores que são as madeiras débeis em consistência e pouca durabilidade. As flores apresentam uma banda alaranjada nas tépalas e produzem grande quantidade de néctar, o que faz desta espécie uma das maiores plantas melíferas do leste dos Estados Unidos, produzindo uma variedade de mel avermelhado e de sabor forte e distintivo. O tulipeiro-da-virgínia é a árvore do estado de Indiana, Kentucky e Tennessee.
A espécie foi introduzida em numerosas regiões temperadas de todo o mundo, até em regiões tão setentrionais como Oslo (Noruega). No Canadá, a espécie é nativa da parte sul de Ontário, atingindo uma linha que grosso modo une Hamilton a Sarnia, com numerosos espécimenes no Rondeau Provincial Park, mas a maior concentração de espécimes cultivados encontra-se na Colúmbia Britânica. Naquela província canadiana é cultivada no arquipélago da Rainha Carlota, e no interior, tão a norte como Vernon (British Columbia). No Hemisfério Sul, é cultivada em regiões da Argentina, Austrália, Chile, Nova Zelândia, África do Sul e Uruguai. 
A espécie Liriodendron chinense, o tulipeiro-chinês é menos conhecida que a sua contraparte americana. A espécie é nativa do centro e sul da China, com distribuição natural nas províncias de Anhui, Guangxi, Jiangsu, Guizhou, Hubei, Hunan, Jiangxi, Shaanxi, Zhejiang, Sichuan e Yunnan. Apresenta uma morfologia muito similar à espécie americana, diferenciando-se por ter as folhas geralmente com os lóbulos ligeiramente maiores e as tépalas interiores das flores mais curtas. Também não apresentam a pigmentação alaranjada presente nas flores de Liriodendron tulipifera. Não é conhecido com segurança o tamanho máximo que esta espécie pode alcançar, devido a uma longa história de sobre-exploração nos seus bosques nativos. Em cultura cresce tanto como a espécie americana. A sua madeira não é tão dura como a da espécie americana. A espécie foi introduzida com êxito na Inglaterra, Irlanda, Bélgica e Holanda. Na América do Norte, desenvolve-se tão ao norte como Boston, Massachusetts, na costa leste, e Vancouver, Canadá na costa oeste. 
A partir das duas espécies anteriores foram criados os híbridos Liriodendron designados por Chapel Hill e Doc Deforce's Delight, que são amplamente comercializados para fins ornamentais. São também comercializados os seguintes cultivares:
- L. tulipifera cv. Ardis, cultivar compacto, de folha pequena, pouco utilizado;
- L. tulipifera cv. Aureomarginatum, cultivar com folhas variegadas, com um bordo amarelo;
- L. tulipifera cv. Fastigiatum, cultivar que cresce com hábito erecto ou colunar (fastigiado);
- L. tulipifera cv. Glen Gold, cultivar de folhas com coloração dourada;
- L. tulipifera cv. Mediopictum, cultivar variegado, com folhas de centro dourado.

Os tulipeiros produzem árvores de bom porte, crescendo até aos 35 m em bons solos. De modo similar a outros membros da família Magnoliaceae, as plantas juvenis apresentam raízes carnudas que se quebram facilmente se manipuladas bruscamente. O transplante deve ser feito no princípio da primavera, antes de que brotem as folhas. A maioria dos tulipeiros não tolera períodos de inundação prolongado, embora uma variedade originária das planuras litorais pantanosas dos Estados Unidos seja relativamente tolerante ao encharcamento do solo. Este ecotipo é reconhecido pelos lóbulos em forma de bota, que podem ser avermelhados. Partes do centro-leste da Flórida, perto de Orlando, é a região nativa de um ecotipo de folha semiperene que floresce mais cedo (por vezes em Fevereiro) que as outras variedades, que normalmente florescem a meados ou finais da primavera.
Tal como aconteceu a muitos géneros arcto-terciários, o género Liriodendron extinguiu-se na Europa devido à longa duração da glaciação durante a última idade do gelo. Espécies do género estão presente no registo fóssil da Europa, sendo frequente a sua ocorrência como fóssil, estando também amplamente distribuídas fora da sua actual área de distribuição natural na Ásia e na América do Norte, o que demonstra a sua anterior distribuição circumpolar.

## Usos
A madeira das espécies do género Liriodendron é branda e de grão fino, sendo geralmente comercializada com a designação de poplar (abreviatura da designação yellow poplar utilizada nos Estados Unidos, mas com a denominação de origem, no caso americano e quando exportada para o estrangeiro, de American tulipwood). É uma madeira que se pode comparar em textura, resistência e maleabilidade ao pinho branco.
A madeira de Liriodendron tulipifera é amplamente utilizada quando se pretende uma madeira barata, fácil de trabalhar e estável, mas não é resistente nem é considerada bonita. É a madeira de eleição para usar em órgãos, devido à facilidade de obter um corte e acabamento precisos. Também se utiliza para os acabamentos laterais de armários e gavetas.
O espécime de tulipeiro conhecido por Queens Giant é considerado o ser vivente mais velho conhecido na área metropolitana de New York, com 350-450 anos de idade e 40 m de altura.
A espécie Spathodea campanulata, apesar de conhecida por tulipeiro africano, é uma espécie não relacionada com o género Liriodendron, pertencente a uma família distinta (as Bignoniaceae).

## Classificação lineana do género
| Sistema | Classificação                      | Referência               |
| ------- | ---------------------------------- | ------------------------ |
| Linné   | Classe Polyandria, ordem Polygynia | Species plantarum (1753) |